# Kentaur típusú objektum

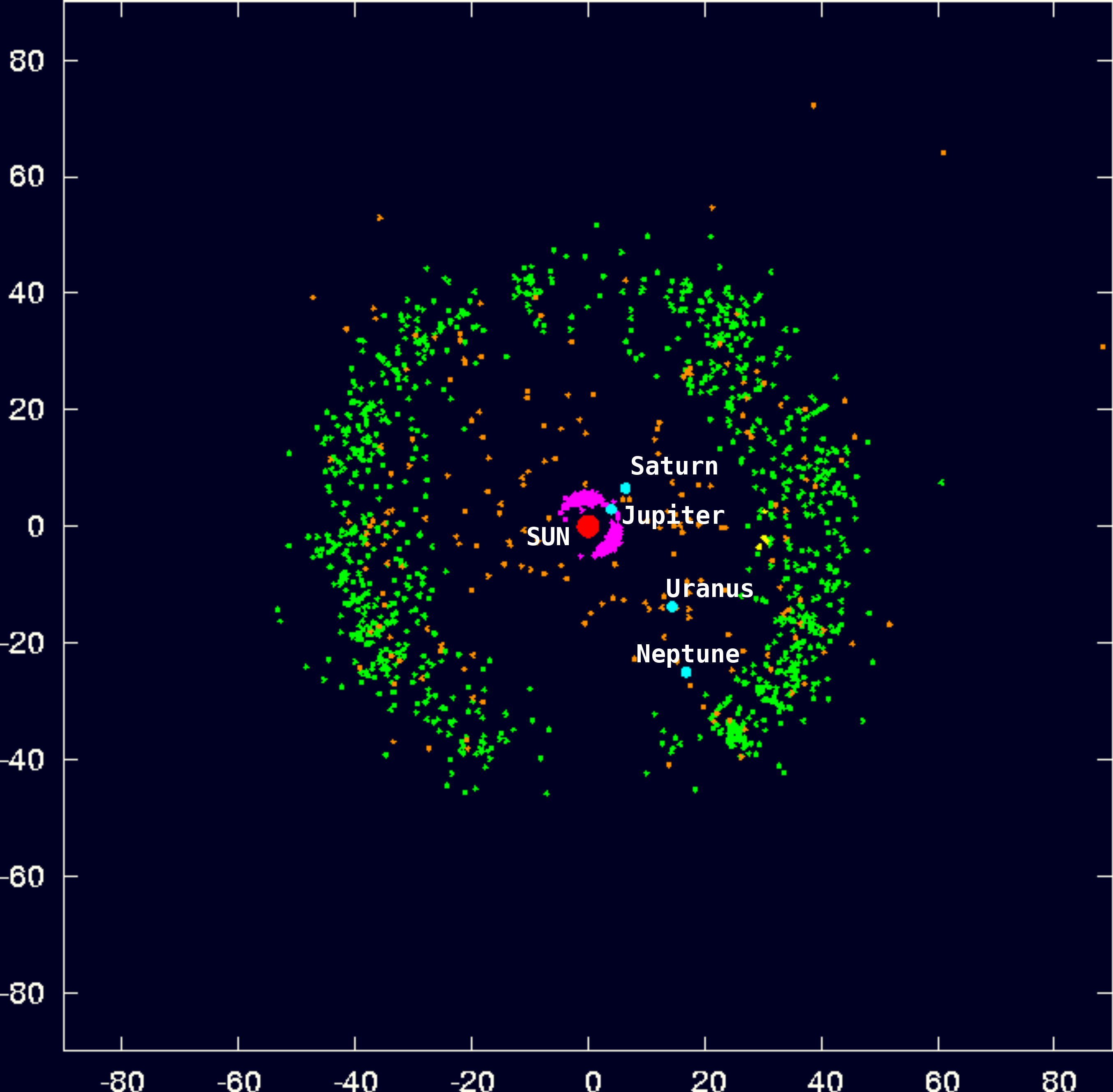
Ismert helyzetű égitestek a Naprendszer külső részén. A narancs színnel jelölt kentaurok a Kuiper-övnél (zölddel jelölve) beljebb találhatók

A kentaur típusú objektumok jeges, üstökösszerű égitestek a Naprendszerben, melyek az üstökösöknél kisebb excentricitásúak, és pályájuk a Jupiter és a Neptunusz közé esik. Valószínűleg a Kuiper-övből kerültek az óriásbolygók térségébe. Ha az óriásbolygók hatására a Naphoz közelebb kerülnek, rövidperiódusú üstökösökké válnak. Nevüket a görög mitológia kentaurjairól kapták. Az első ismert kentaur típusú égitestet, a 2060 Chiron kisbolygót és egyben 95P jelű üstököst Charles T. Kowal fedezte fel 1977. október 18-án.